# Passage Petit-Cerf
Le passage Petit-Cerf est une voie située dans le quartier des Épinettes du 17e arrondissement de Paris.

## Situation et accès
Le passage Petit-Cerf est desservi par les lignes 13 et 14 à la station Porte de Clichy.

## Origine du nom

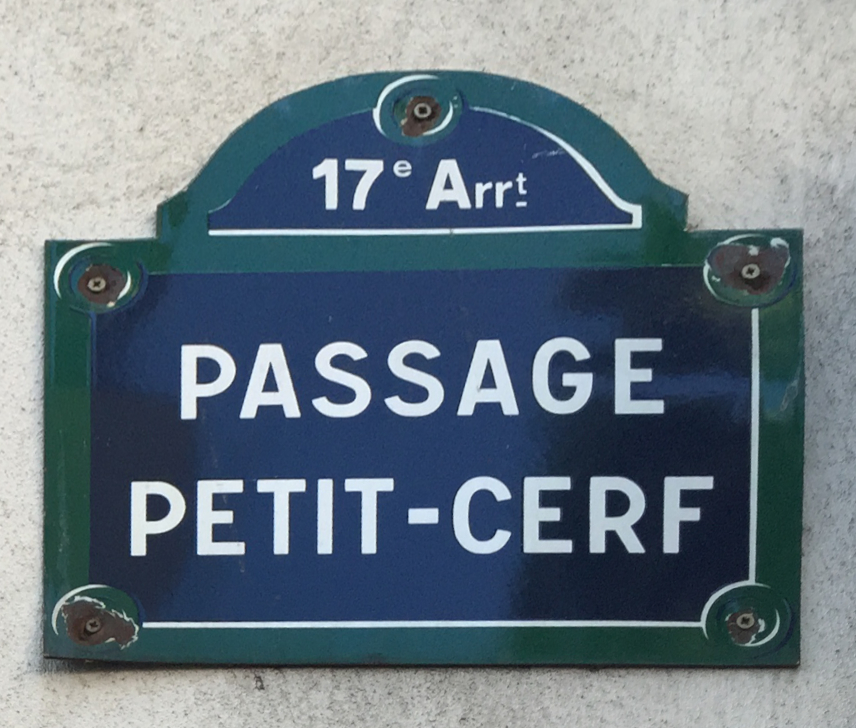
Panneau de la voie.

Cette voie doit son nom à celui d'un propriétaire local, M. Petit Cerf.

## Historique
Cette voie est ouverte à la circulation publique par un arrêté du 23 juin 1959.